# Frihet – den blå filmen
Frihet – den blå filmen (originaltitel: Trois couleurs: Bleu) är en fransk dramafilm från 1993 av den polske regissören Krzysztof Kieślowski.
Filmen ingår i trilogin Trikoloren (Trois couleurs). Manuset är skrivet av Kieslowski, Krzysztof Piesiewicz, Agnieszka Holland och Edward Zebrowski. Musiken är skriven av Zbigniew Preisner. 
Filmen vann Guldlejonet vid filmfestivalen i Venedig (delat med Short Cuts).

## Handling
Filmen handlar om Julie som efter att hennes man och barn omkommit i en bilolycka försöker distansera sig från alla minnen och mänskliga relationer. Musik spelar en framträdande roll i filmen, både direkt och symboliskt. Julies make Patrice var en berömd kompositör och efter dennes död vill deras bekant Olivier fullborda hans oavslutade kompositioner, som Olivier tror egentligen är skrivna av Julie. Julie får veta att Patrice varit otrogen och letar upp kvinnan som väntar hans barn. Så småningom inleder hon en kärleksrelation med Olivier och låter till slut Olivier ta åt sig äran för musikstyckena hellre än att det avslöjas att det är hon, och inte Patrice, som är den verklige kompositören. 

## Rollförteckning
- Juliette Binoche - Julie Vignon (de Courcy)
- Benoît Régent - Olivier
- Florence Pernel - Sandrine
- Charlotte Véry - Lucille
- Hélène Vincent - journalist
- Philippe Volter - Estate Agent
- Claude Duneton - läkaren
- Hugues Quester - Patrice
- Emmanuelle Riva - modern
- Daniel Martin	- granne
- Jacek Ostaszewski - flöjtist
- Catherine Therouenne - granne
- Yann Trégouët	- Antoine
- Alain Ollivier - jurist
- Isabelle Sadoyan - tjänare